# 松原大橋
松原大橋（まつばらおおはし）は、栃木県下都賀郡野木町の思川に架かる橋である。

## 地理
栃木県南部、野木町北西部を流れる思川に架かり、栃木県道174号南小林松原線を渡す。右岸（北西側）は小山市下生井となり、県道は思川の旧川筋を渡り栃木市の旧藤岡町方面へと通じる。左岸側は友沼交差点で国道4号に交差する。県道としてはここまでであるが、道筋は駅前西大通りと通じ、直進するとJR宇都宮線野木駅へと至る。以前は下流側に沈下橋の（旧）松原橋が架かっていたが、1996年の本橋開通に伴い経路が変更になり、松原地区を通らなくなった。県が管理する橋としては最南端にあたり、思川はこの先の渡良瀬遊水地内で渡良瀬川と合流することから、（旧）松原橋廃止以降は同河川で最も下流の橋となる。

## 構造

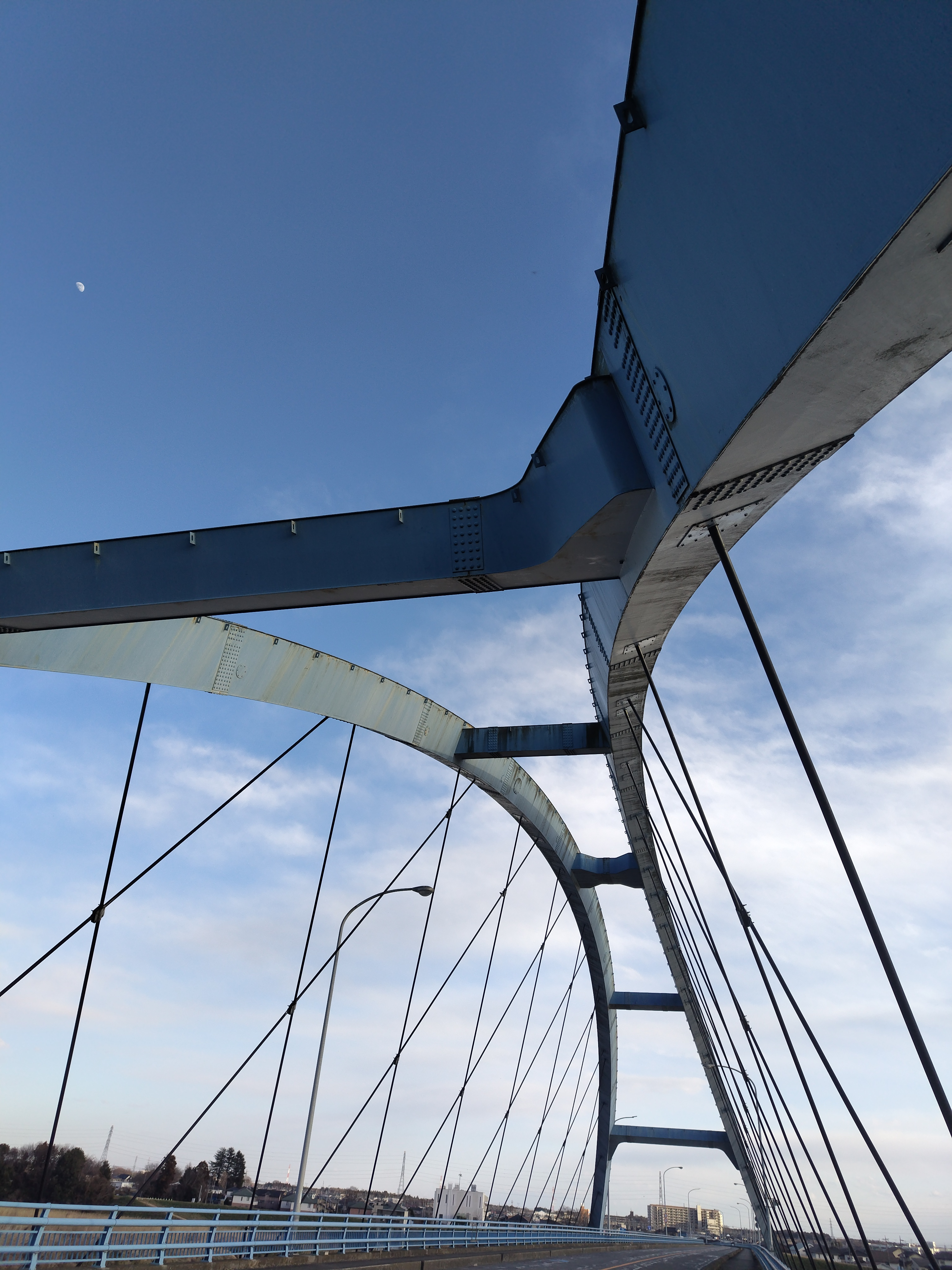
ニールセンローゼ橋のうち、アーチ上部を近づけているタイプをバスケットハンドル型と呼ぶ。

全長694mのうち、思川の澪筋部分は支間長104mのバスケットハンドル型ニールセンローゼ橋、両岸の河川敷部分は桁橋で構成される。ニールセンローゼ橋は下路式アーチ橋の一種で、景観性に優れる。
思川は過去に幾度も増水していることから、現場での架設は出水期を避けた11月から5月にかけての7か月間に行われることとなった。アーチは1993年8月から1994年6月にかけて工場で製作され、1994年11月より現場での工事が始まった。隣接工区との作業の兼ね合いから、ローゼ橋で一般的なケーブルエレクション工法ではなく、本設橋に並行する仮桟橋をかけ、クレーンで架設する工法が採用された。1994年11月より仮桟橋を設置。その後12月より、工期短縮のため2台のクレーンで架設作業を行う。150トンクレーンで下弦材を架け、後を追うように50トンクレーンが横桁・縦桁・下横構を仕上げてゆく。その後アーチリブを架設し、1995年5月に架設工が完了した。
車道は上下各1車線で、両側に歩道がある。橋桁やアーチは、思川や遊水池の豊かな水をイメージし、青空にも合うよう青系統に塗装された。